# Pankreatická šťáva

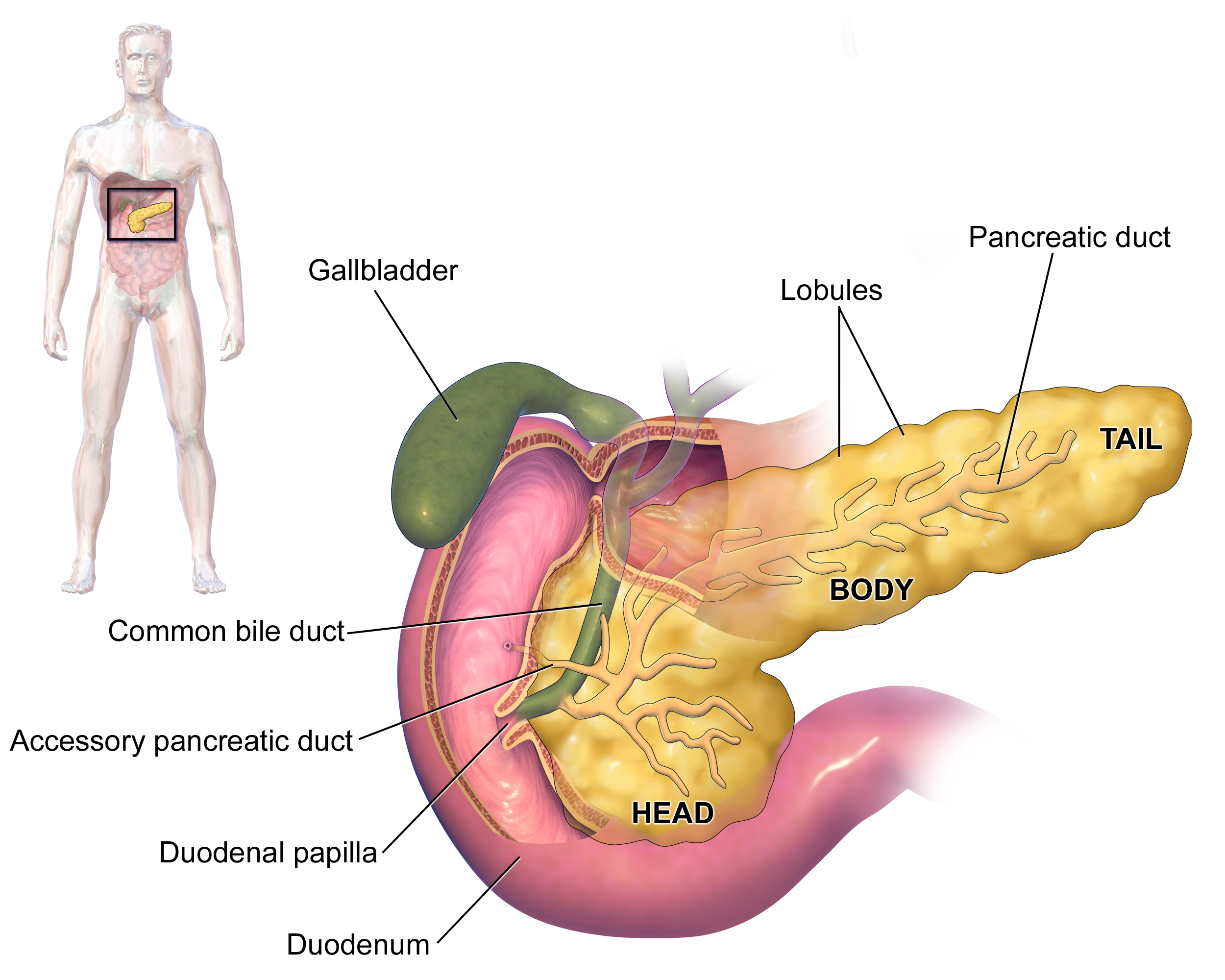
hlavním místem působení pankreatických šťáv je dvanáctník

Pankreatická šťáva je tělní tekutina produkovaná ve slinivce. Obsažené látky se dají rozdělit na pankreatické enzymy a na alkalické šťávy tvořené v pankreatu. Na tvorbě těchto pankreatických šťáv se podílí dva hormony, sekretin a pankreozymin. Pankreozymin způsobuje produkci pankreatických enzymů (trypsin, amyláza, lipáza) a sekretin stimuluje tvorbu alkalických šťáv, které mají za úkol neutralizovat kyselý chymus (natrávená potrava, která přechází ze žaludku do dvanáctníku) z důvodu kyselého pH díky HCl. Tyto pankreatické šťávy se dostávají ze slinivky břišní do dvanáctníku a dále v tenkém střevě pomáhají k rozkladu živin na jednoduché části (monosacharidy, aminokyseliny, mastné kyseliny).
Pankreatická šťáva je ze své podstaty alkalická díky vysoké koncentraci hydrogenuhličitanů. Hydrogenuhličitany jsou užitečné při neutralizaci kyselé žaludeční kyseliny, což umožňuje účinné enzymatické změny.